# Los buenos días
Los buenos días es el título del quinto álbum de estudio de la cantante Melody. Se publicó el 19 de mayo de 2008.
Este trabajo discográfico fue muy bien recibido por la crítica, debido a su variedad de estilos (pop, rumba, flamenco moderno, etc.) y por la evolución de la artista respecto a su andadura anterior. Con él dio varias giras por América Latina, Estados Unidos, Canadá, Reino Unido, Italia y Francia, entre otros países.[cita requerida]

## Producción
La producción de este álbum corrió a cargo de Manuel Ruiz (Queco) y fue remasterizado en Nueva York.

## Sencillos
El primer sencillo promocional del disco fue Te digo adiós. A este lo siguieron Los buenos días, Nadie y Sin ti a mi lado. 

## Lista de canciones
1. Te digo adiós.
2. Los buenos días.
3. Moneíta.
4. Sin ti a mi lado.
5. Ese pellizquito.
6. La hija de un banquero.
7. Mi alma se enamora.
8. Nadie.
9. Fuente de luna.
10. Sueña conmigo.
11. Navegando en su locura.
12. Te digo adiós (Vídeo musical).

## Listas

### Semanales
| País   | Lista                       | Primera semana     | Posición de ingreso | Mejor posición | Semanas en la mejor posición | Semanas en la lista | Última semana       | Ref.  |
| ------ | --------------------------- | ------------------ | ------------------- | -------------- | ---------------------------- | ------------------- | ------------------- | ----- |
| España | Top 50 álbumes (Promusicae) | 8 de junio de 2008 | 96                  | 70             | 1                            | 2                   | 16 de junio de 2008 | [ 3 ] |